# ميتالوره زابورجيا
نادي ميتالوره زابورجيا لكرة القدم (بالإنجليزية: Football Club Metalurh Zaporizhzhia)‏ و (بالأوكرانية: Футбо́льний клуб «Металу́рг» Запорі́жжя) هو نادي كرة قدم أوكراني محترف يمثل مدينة زابوروجييه في أوكرانيا، تأسس هذا النادي في سنة 1935 في زمن الإتحاد السوفييتي، يلعب حالياً في الدوري الأوكراني الممتاز لكرة القدم، يعتبر ملعب سلافوتيتش أرينا ملعبهُ الرئيسي وألذي يسع ل12 الف مُتَفرِج.